# Méfiez-vous de la tour Eiffel
Méfiez-vous de la tour Eiffel est un roman pour enfant de Jean-Pierre Bastid publié en 1989 dans la collection Souris noire chez Syros (maison d'édition).

## Résumé
Marie-Odile enquête dans son école sur le comportement d'un de ses camarades qui vole les goûters des enfants. Elle se rend compte petit à petit que ses actes sont justifiés,.

## Édition
En 1989, chez Syros (maison d'édition), appelée également Syros jeunesse, dans la collection Souris noire  (ISBN 9782867383779).